# Розенгольц, Аркадий Павлович
Арка́дий Па́влович Розенго́льц (4 (16) ноября 1889, Витебск — 15 марта 1938, Москва) — советский государственный и военный деятель.

## Биография
Родился 4 ноября 1889 года в Витебске в семье купца Павла (Файвеля) Нохимовича Розенгольца и Цивьи Абрамовны Розенгольц, урожд. Фрумсон. Цивья Фрумсон вышла замуж за торговца оружием, купца Павла Розенгольца, у которого было двое своих сыновей.  В их браке родились еще четверо сыновей и дочь.
Еврей. В 1905 году вступил в РСДРП. Участвовал в Революции 1905 года. В 1917 году участвовал в Февральской революции, вооружённом восстании в Москве во время Октябрьской революции, с 1917 года принимал участие в работе различных органов власти (исполком Моссовета, Московский военно-революционный комитет, Реввоенсовет Советской Республики, фронтов и армий, Народные комиссариаты РСФСР, комиссия по разработке Конституции РСФСР 1918 года).
С 7 декабря 1918 по 18 марта 1919 года — член РВС 8-й армии РККА. В марте 1919 года принимал участие в VIII съезде РКП(б), выступив против «военной оппозиции».
С 1920 года работал в Наркомате путей сообщения РСФСР. Вёл тайные переговоры о сотрудничестве РККА и рейхсвера в 1922 году. С января 1922 года — член РВС Западного фронта. С 1922 года — начальник Главвоздухфлота, с июля 1923 года — главный начальник Воздушного флота РККА.
С ноября 1924 года — начальник ВВС РККА и член РВС СССР. С апреля 1925 года — в бессрочном отпуске с откомандированием вне военного ведомства и с ноября 1925 года — в резерве РККА.
С 1923 года — начальник ВВС РККА. В 1925—1927 годах — советник полпредства и поверенный в делах СССР в Великобритании. Занимался шпионской деятельностью, что привело к ухудшению дипломатических отношений между СССР и Великобританией (в 1927 году дипломатические отношения были прерваны).
С 1927 по 1934 год — член Центральной контрольной комиссии ВКП(б) и кандидат в члены Президиума ЦКК (с 1930 по 1932 год — член Президиума ЦКК). Одновременно в 1928—1930 годах работал в Рабоче-крестьянской инспекции СССР. В октябре—ноябре 1930 года на должности заместителя наркома внешней и внутренней торговли СССР, затем нарком внешней торговли СССР (до 1937 года). В августе—октябре 1937 года возглавлял Управление государственных резервов при СНК СССР.
Кандидат в члены ЦК ВКП(б) с 1934 года.
7 октября 1937 года арестован. Был одним из обвиняемых на Третьем московском процессе. Розенгольц обвинялся в том, что в составе террористической группы в августе 1934 года добивался приёма у И. В. Сталина с целью совершения в отношении него террористического акта. 13 марта 1938 года по приговору Военной коллегии Верховного суда СССР на основании статей 58.1.а, 58.2, 58.7, 58.9 и 58.11 Уголовного кодекса РСФСР (в редакции 1926 года) приговорён к смертной казни. Расстрелян 15 марта 1938 года на полигоне Коммунарка.
На основании постановления Пленума Верховного Суда СССР от 4 февраля 1988 года реабилитирован посмертно.
Автор брошюр об установлении советской власти и внешней торговле СССР.

## Семья
- Жена (с 1932) — Зоя Александровна (урожд. Ряшенцева, 1900—1938), была репрессирована и расстреляна[5].  Реабилитирована в 1957 году.
- Дочери: Наталья Аркадьевна Розенгольц, в замуж. Пенгили  (г.р. 1931), Зоя Аркадьевна Розенгольц, в замуж. Высоцкая (г.р.1934), врач.  
  - Сын Валерий (от первого брака) — репрессировался[6]. Упоминал о нем в своих мемуарах М. Агурский[7]
  - Старшая дочь, Елена (от первого брака), выведена в романе Анатолия Рыбакова «Дети Арбата» под именем Лены Будягиной в качестве одного из персонажей. В своих мемуарах он утверждает, что они учились в одной школе — в Московской опытно-показательной школе-коммуне (МОПШК)[8], директором которой был М.Пистрак. Согласно официальной версии, Елена застрелилась, когда отдыхала в Гагре. Она жила на даче Нестора Лакобы. В один из дней, после ужина в компании с хозяином и его друзьями, она удалилась в спальню и застрелилась, взяв пистолет у Нестора[9]. Рыбаков приводит в своих мемуарах другую версию:

Я дружил с Леной Розенгольц. Очень красивая девочка, на один класс младше меня <...> недавно вернулась из-за границы, попала в непривычную обстановку, не освоилась с нашим образом жизни. <...> Наш роман не состоялся. После школы мы несколько раз виделись, потом мне сказали, что она пошла работать на завод чуть ли не сварщиком, потом вышла замуж. А уже после войны, вернувшись наконец в Москву, я узнал, что Лену еще в середине тридцатых годов застрелили в гостинице, в Сухуми. Как, почему, за что — до сих пор мне неизвестно. Но когда узнал о её смерти, понял, что ещё в школе она предчувствовала свою обречённость; возможно, и я тогда неосознанно догадывался об этом, жалел её, и это сдерживало.

- Мать — Цивья (Клара) Абрамовна Розенгольц (Фрумсон; 1870, Ростов-на-Дону—1961, Москва), художница[10]. Учиться живописи начала в 40 лет у Юделя Пэна, затем в Витебском Народном художественном училище у Мстислава Добужинского и Александра Ромма.  Последовательница К.Малевича.  Автор кубистических и супрематических произведений; некоторые из них хранятся в ГМИИ им. А.С. Пушкина.
- Сестра — Ева Павловна Левина-Розенгольц, художница, была репрессирована после войны, но пережила лагеря; была замужем за писателем Борисом Левиным. Именно она взяла на воспитание дочерей А. Розенгольца Наталью (6,5 лет) и Зою (4 года) после его ареста.  После ареста самой Евы Павловны девочки попали в детский дом № 19 на Воронцовской улице, 30А в Москве.
- Брат — Герман Павлович Розенгольц (1884/1895—1959), учёный-микробиолог, профессор и заведующий кафедрой микробиологии Молотовского медицинского института, директор института микробиологии и эпидемиологии в Молотове; вышел из лагеря в 1955 году[6].
- Дядя (со стороны матери) — Нохим Абрамович Фрумсон (1873—1949) — был оперным певцом (лирико-драматический тенор), солистом Мариинского театра, известным по сценическому псевдониму «Николай Ростовский»; другой дядя — Арон Абрамович Фрумсон (Югов, 1886—1954), социал-демократ.
- Двоюродная сестра — поэтесса Елена Михайловна Ширман.

## Награды
Ордена Ленина (1933) и Красного Знамени (№141, приказ РВС №274 от 15 января 1920).

## Киновоплощение
- 1943 — «Миссия в Москву» — Иван Лебедев[англ.]